# Venator (arácnido)
Venator es un género de arañas araneomorfas de la familia Lycosidae. Se encuentra en Victoria (Australia).

## Lista de especies
Según The World Spider Catalog 12.0:
- Venator marginatus Hogg, 1900
- Venator spenceri Hogg, 1900